# Repräsentantenhaus von Oklahoma
Das Repräsentantenhaus von Oklahoma (Oklahoma House of Representatives) ist das Unterhaus der Oklahoma Legislature, der Legislative des US-Bundesstaates Oklahoma. Ursprünglich war jedes County von Oklahoma verhältnismäßig zu seiner Bevölkerung in der Parlamentskammer vertreten. Nach einem Gerichtsurteil in den frühen 1960er Jahren wurde der Staat jedoch in 101 Distrikte mit einer gleich großen Bevölkerung aufgeteilt. Jede dieser festgelegten Einheiten umfasst eine Zahl von durchschnittlich 35.000 Wählern. Die Abgeordneten werden jeweils für zweijährige Amtszeiten gewählt.
Der Sitzungssaal des Repräsentantenhauses befindet sich im Westflügel des Oklahoma State Capitol in der Hauptstadt Oklahoma City. Die Abgeordneten versammeln sich dort zu regulären Tagungen von Anfang Februar bis zum letzten Freitag im Mai. Sondersitzungen können nur durch den Gouverneur von Oklahoma oder einen Großteil der Legislature einberufen werden.

## Struktur der Kammer
Vorsitzender des Repräsentantenhauses ist der Speaker of the House. Er wird zunächst von der Mehrheitsfraktion der Kammer gewählt, ehe die Bestätigung durch das gesamte Parlament folgt. Der Speaker ist auch für den Ablauf der Gesetzgebung verantwortlich und überwacht die Abstellungen in die verschiedenen Ausschüsse. Weitere wichtige Amtsinhaber sind der Mehrheitsführer (Majority leader) und der Oppositionsführer (Minority leader), die von den jeweiligen Fraktionen gewählt werden.

## Voraussetzungen für das Abgeordnetenamt
Jeder Kandidat, der in das Repräsentantenhaus von Oklahoma gewählt werden will, muss vor der Wahl mindestens das 21. Lebensjahr vollendet haben. Derjenige muss ein ausgewiesener Wähler in dem jeweiligen County oder Distrikt sein sowie während seiner oder ihrer Amtszeit dort wohnhaft sein. Personen, die schon Beamte in der Regierung der Vereinigten Staaten oder von Oklahoma sind, ist die Mitgliedschaft in der Legislative verwehrt. Ferner ist jedem, der eines Kapitalverbrechens für schuldig befunden wurde, die Teilnahme an der Wahl in die Legislative untersagt. Wenn ein Mitglied der Legislative aufgrund von Korruption ausgeschlossen wird, ist demjenigen auch die Rückkehr in die Legislative untersagt.
Kein Mitglied der Legislative darf mehr als zwölf Jahre in der Oklahoma Legislature tätig sein. Die Jahre müssen nicht unbedingt aufeinander folgend sein. Ferner werden die Dienstjahre in beiden Parlamentskammern, des Senats und des Repräsentantenhauses, zusammengezählt, so dass die Gesamtzeit ermittelt wird, die man in der Legislative tätig war. Eine Ausnahme wird bei der Wahl oder Ernennung in eine der beiden Kammern gemacht, wenn man dort weniger als eine volle Amtszeit ableistet und dies geschieht, um eine freie Stelle zu füllen. Diese Zeit wird bei der oben aufgeführten Regelung nicht berücksichtigt. Jedoch darf kein Mitglied, das seine zwölf Jahre schon voll abgeleistet hat, von dieser Ausnahme Gebrauch machen.

## Vertretung

### Alte Methode
Die Vertretung in der Parlamentskammer war einmal von der Gesamtbevölkerung im Staat bestimmt, die durch den neuesten Federal Decennial Census gewonnen wurde. Dieser Wert wurde dann durch einhundert geteilt, so dass der Quotient einem Anteil entsprach. Countys, bei denen die Bevölkerung kleiner war als dieser Anteil, wurde nur ein Abgeordneter zugeteilt. Jedem County, bei dem die Bevölkerung größer war als ein solcher Anteil, aber kleiner als zwei, wurden zwei Abgeordnete zugeteilt. Bei Countys, dessen Bevölkerung größer als zwei Anteile, aber kleiner als drei solche war, wurden entsprechend drei Abgeordnete zugeteilt. Ferner wurden bei Countys, dessen Bevölkerung größer war als drei solche Anteile, aber kleiner als vier, vier Abgeordnete zugeteilt. Nach den ersten vier Abgeordneten hatte ein County dann jeweils den Anspruch auf einen weiteren Abgeordneten, wenn seine Bevölkerung dann jeweils zwei weitere ganzen Anteilen überstieg.

### Neue Methode
Nachdem die gesetzmäßige Mandatsmethode für verfassungswidrig erklärt worden war, wurde eine neue Methode erhoben. Jetzt hatte die Parlamentskammer die Macht, ihre eigenen Distriktlinien zu zeichnen. Nach der Entscheidung Reynolds v. Sims, 377 U.S. 533 (1964), müssen alle Distrikte innerhalb einer fünf Prozentmarge dem durchschnittlich anvisierten größten Distrikt zugeteilt sein, der abhängig von den Bevölkerungszahlen des U.S. Census ist und durch einhundertundeinen Distrikt geteilt wird. Dies erlaubt einigen Distrikte kleiner oder größer als andere zu sein. Die Parlamentskammer zeichnet ihre eigne Karte ihrer Distriktgrenzen, die abhängig von der Zustimmung des Senats und des Gouverneurs ist. Sollte die Redistricting (Neueinteilung der Wahlkreise) nicht in den durch das Gesetz vorgegebenen Fristen eintreten, werden die Grenzen durch ein Gremium von fünf im ganzen Staat gewählten Beamten bestimmt.

## Zusammensetzung
| Partei   | Partei                 | Abgeordnete |
| -------- | ---------------------- | ----------- |
|          | Republikanische Partei | 70          |
|          | Demokratische Partei   | 31          |
| Summe    | Summe                  | 101         |
| Mehrheit | Mehrheit               | 39          |

### Wichtige Mitglieder
| Position                            | Name               | Partei       |
| ----------------------------------- | ------------------ | ------------ |
| Speaker                             | Kris Steele        | Republikaner |
| Speaker pro tempore                 | Jeffrey W. Hickman | Republikaner |
| Mehrheitsführer (Majority Leader)   | Dale DeWitt        | Republikaner |
| Oppositionsführer (Minority Leader) | Scott Inman        | Demokrat     |

### Ausschüsse der Parlamentskammer
Das Repräsentantenhaus von Oklahoma hat zehn Standing Committees mit sechsundzwanzig Unterausschüssen:
- Appropriations & Budget
  - Revenue & Taxation Subcommittee

- Economic Development & Financial Services Committee
  - Insurance & Retirement Subcommittee
  - Banking Subcommittee
  - Industry & Labor Subcommittee

- Education Committee
  - Common Education Subcommittee
  - Higher Education & Career Tech Subcommittee
  - Arts & Culture Subcommittee

- Energy & Technology Committee
  - Energy Subcommittee
  - Telecommunications & Utility Regulation Subcommittee
  - Aerospace & Technology Subcommittee

- General Government & Transportation Committee
  - Transportation Subcommittee
  - County & Municipal Government Subcommittee
  - Government Modernization, Agency Review & Administrative Rules Subcommittee

- Human Services Committee
  - Social Services Subcommittee
  - Children & Families Subcommittee
  - International, Federal & Tribal Relations Subcommittee

- Judiciary & Public Safety Committee
  - Civil Justice Subcommittee
  - Criminal Justice & Corrections Subcommittee
  - Homeland Security Subcommittee

- Natural Resources Committee
  - Agriculture & Commerce Subcommittee
  - Tourism & Recreation Subcommittee
  - Environment & Wildlife Subcommittee

- Public Health Committee
  - Health Subcommittee
  - Elderly & Long-term Care Subcommittee
  - Veterans Subcommittee

- Rules Committee
  - Elections & Redistricting Subcommittee

### Joint Committees
- Joint Committee on Federal Funds
- Joint Special Committee on International Development
- Joint Committee on State-Tribal Relations
- Legislative Oversight Committee on State Budget Performance